# Marie-Cathérine Arnold
Marie-Cathérine Arnold, född 7 november 1991, är en tysk roddare.
Arnold tävlade för Tyskland vid olympiska sommarspelen 2016 i Rio de Janeiro, där hon tillsammans med Mareike Adams slutade på 7:e plats i dubbelsculler.